# Hannelore Anke
Hannelore Anke (Bad Schlema, 8 december 1957) is een voormalig Oost-Duitse zwemster.

## Biografie
Tijdens de Wereldkampioenschappen zwemsporten 1975 won Anke goud op de 100m en 200m schoolslag en de 100 meter wisselslag.
Anke won tijdens de Olympische Zomerspelen van 1976 
de de gouden medaille op de 100m schoolslag in een wereldrecord. Op de 4×100 meter wisselslag, veroverde zij samen met haar ploeggenoten de gouden medaille in een wereldrecord.
Na de Duitse hereniging kwam de bevestiging dat de Oost-Duitse zwemmers – waaronder Rigter – systematisch doping hadden gebruikt.

## Internationale toernooien
| Jaar | Olympische Spelen                                        | Wereldkampioenschappen                                | Europese kampioenschappen     |
| ---- | -------------------------------------------------------- | ----------------------------------------------------- | ----------------------------- |
| 1972 | 9e 200m schoolslag                                       |                                                       |                               |
| 1973 |                                                          | 200m vrije slag                                       |                               |
| 1974 |                                                          |                                                       | 1e 4×100m wisselslag (series) |
| 1975 |                                                          | 100m schoolslag · 200m schoolslag · 4×100m wisselslag |                               |
| 1976 | 100m schoolslag · 4e 200m schoolslag · 4×100m wisselslag |                                                       |                               |

1968: Đurđica Bjedov ·
1972: Cathy Carr ·
1976: Hannelore Anke ·
1980: Ute Geweniger ·
1984: Petra van Staveren ·
1988: Tania Dangalakova ·
1992: Jelena Roedkovskaja ·
1996: Penelope Heyns ·
2000: Megan Quann ·
2004: Luo Xuejuan ·
2008: Leisel Jones ·
2012: Rūta Meilutytė ·
2016: Lilly King ·
2020: Lydia Jacoby ·
2024: Tatjana Smith
1960: Burke, Kempner, Schuler, von Saltza ·
1964: Ferguson, Goyette, Stouder, Ellis ·
1968: Hall, Ball, Daniel, Pedersen ·
1972: Belote, Carr, Deardurff, Neilson ·
1976: Richter, Anke, Pollack, Ender ·
1980: Reinisch, Geweniger, Pollack, Metschuck ·
1984: Andrews, Caulkins, Meagher, Hogshead ·
1988: Otto, Hörner, Weigang, Meißner ·
1992: Loveless, Nall, Ahmann-Leighton, Thompson ·
1996: Botsford, Beard, Martino, Van Dyken ·
2000: Bedford, Quann, Thompson, Torres ·
2004: Rooney, Jones, Thomas, Henry ·
2008: Seebohm, Jones, Schipper, Trickett ·
2012: Franklin, Soni, Vollmer, Schmitt ·
2016: Baker, King, Vollmer, Manuel ·
2020: K. McKeown, Hodges, E. McKeon, Campbell ·
2024: Smith, King, Walsh, Huske